# Colobrina

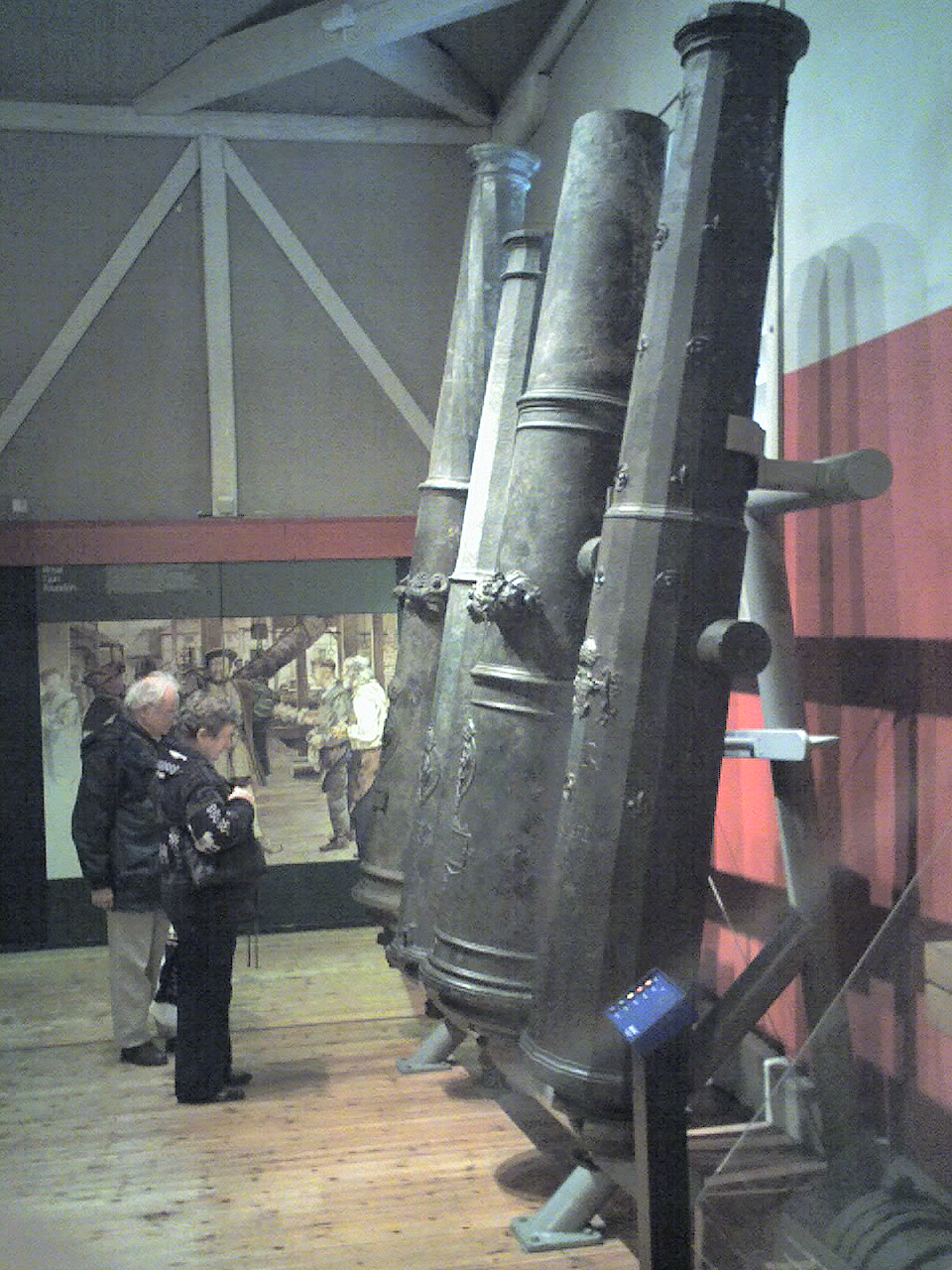
Doble culebrina.

La colobrina o culebrina era una peça d'artilleria pròpia dels segles XVI i XVII, es caracteritzava per tenir un llarg tub que arribava a mesurar fins a 35 vegades el seu calibre. Rebia el nom, com la serpentina, el falcó i el falconet o el basilisc de noms d'animals.S'usava tant per a terra com per a artillar navilis i es distingien diversos tipus.
La colobrina que va des de les 16 fins a les 24 lliures (7,26 fins a 10,89 kg) també és una arma potent, sobretot la de 24 lliures que sempre era de longitud legítima (més de 32 vegades el seu calibre).

## Tipus
- Doble colobrina. Sent la major arribava a disparar bales de 32 lliures de pes. Aquest tipus de culebrina s'usava per destruir objectius a llarga distància i derrocava sense cap problema fortaleses i muralles; era una arma contundent i molt potent però requeria molta pólvora per carregar-la i a més era molt pesada, arribant fins i tot a les 6 tones mètriques.

- Mitja colobrina o "vers" el calibre del qual era de 9 a 12 lliures (4 a 5,44 kg) i la més usada, a causa que es manejava amb més facilitat.

- Terç de colobrina o "sacre" tenia un calibre d'entre 6 i 8 lliures (2,7 i 4 kg).

- Quart de colobrina o "falconet" comprenia els calibres d'entre 2 i 5 lliures (0,91 i 2,27 kg). Aquesta peça pertany a l'artilleria menor i normalment es col·locava sobre els murs i especialment en les brodes dels vaixells sobre unes forquetes i en l'extrem portaven una barra allargada per apuntar amb una mà i amb l'altra donar foc a cau d'orella. A mitjan segle xvii, la culebrina es va substituir pel canó a causa que aquest requeria menor consum de pólvora en ser més curt i, per tant, menys pesat, per la qual cosa habitualment eren de gran calibre arribant a les 42 lliures (19 kg) en els canons navals.